# Marcel Sakáč
Marcel Sakáč (* 23. září 1947 Levoča, Československo) je československý hokejový brankář, který v nejvyšší hokejové lize hrál během základní základní vojenské služby za Duklu Jihlava, jinak byl kmenovým hráčem Slovanu Bratislava. Reprezentoval Československo na několika mistrovství světa. Během sportovní kariéry vystudoval na Právnické fakultě UK Bratislava (JUDr.) a FTVŠ UK Bratislava, zde získal trenérskou mezinárodní licenci. Je otcem Marcela, který se stejně jako otec věnoval hokeji.

## Hráčská kariéra
Jako chlapec začínal s hokejem v Popradu, v dorosteneckém věku odešel do Bratislavy, jeho první sezónou byla v roce 1966–67, po další sezóně narukoval na dva roky do Dukly Jihlava. Jeho další prvoligová hokejová kariéra je již spjata pouze se Slovanem Bratislava. V nejvyšší soutěži odehrál celkem 15 ligových sezón, což představovalo 447 utkání.
V reprezentaci odehrál pouze 22 zápasů, přesto se může pochlubit 2 tituly mistra světa (jako 3. brankář) a dvěma stříbrnými medailemi.
Byl jedním z posledních brankářů, který chytal až do zavedení povinné ochrany hlavy bez brankářské masky. Na MS 1971 mu pořadatelé zakázali chytat, tak si půjčil od spoluhráčů přilbu a v té chytal. Po šampionátu si nechal zhotovit od kamaráda dva kryty hlavy, jeden na reprezentační zápasy a druhý do ligové soutěže. V těchto maskách odchytal celou hokejovou kariéru. Dodnes je vlastní, přestože americký sběratel mu za ně nabízel částku 20 tis. USD.
O nebezpečnosti hokejového brankáře svědčí i to, že jedna střela Sakáčovi vyrazila 14 zubů, zlomený nos měl cca 8x, na hlavě má kolem 150 stehů. Nejhorší zranění, které ale utrpěl, byla zlomenina nadočnicového oblouku, který měl vražený dovnitř.

## Trenérská kariéra
Po skončení hráčské kariéry působil v zahraničí, konkrétně v Rakousku, Německu a Itálii jako hokejový expert.
V sezóně 1986/87 trénoval italský HC Eppan Pirates.
Je zakladatelem první slovenské hokejové akademie. Pracoval ve Slovanu Bratislava, jako vedoucí výpravy působil u slovenské reprezentace dvacetiletých na MS 2001 v Moskvě, trénoval brankáře v Piešťanech.
Je autorem monografie „Tajomstvo tréningu hokejového brankára na ľade“.